# Villanueva del Ariscal
Villanueva del Ariscal is een gemeente in de Spaanse provincie Sevilla in de regio Andalusië met een oppervlakte van 5 km². In 2007 telde Villanueva del Ariscal 5769 inwoners.

## Demografische ontwikkeling
Bron: INE, 1857-2011: volkstellingen